# 2016-os Roland Garros
A 2016-os Roland Garros az év második tenisz Grand Slam-tornája, amely 115. alkalommal 2016. május 22. és június 5. között rendeztek meg Párizsban. A tornán bajnokot avattak férfi és női egyesben és párosban, vegyes párosban, valamint junior fiú és lány kategóriákban egyesben és párosban is. A versenyprogram része a kerekesszékesek versenye, valamint a szenior versenyzők bemutató jellegű küzdelme.
A Roland Garros  az egyetlen salakpályás Grand Slam-torna. Díjalapja 2016-ban 32 017 500 euró volt.
A férfi egyest a szerb Novak Đoković, a női egyest a spanyol Garbiñe Muguruza nyerte.

## Döntők

### Férfi egyes
Novak Đoković –  Andy Murray 3–6, 6–1, 6–2, 6–4

### Női egyes
Garbiñe Muguruza –  Serena Williams 7–5, 6–4

### Férfi páros
- Feliciano López /  Marc López  –  Bob Bryan  /  Mike Bryan, 6–4, 6–7(6), 6–3

### Női páros
Caroline Garcia /  Kristina Mladenovic –  Jekatyerina Makarova  /  Jelena Vesznyina 6–3, 2–6, 6–4

### Vegyes páros
Martina Hingis /  Lijendar Pedzs –  Szánija Mirza /  Ivan Dodig 4–6, 6–4, [10–8]

### Juniorok

#### Fiú egyéni
- Geoffrey Blancaneaux –  Félix Auger-Aliassime, 1–6, 6–3, 8–6

#### Lány egyéni
- Rebeka Masarova –  Amanda Anisimova, 7–5, 7–5

#### Fiú páros
- Yshai Oliel /  Patrik Rikl –  Chung Yun-seong /  Orlando Luz, 6–3, 6–4

#### Lány páros
- Paula Arias Manjón  /  Olga Danilović –  Oleszja Pervusina /  Anasztaszija Potapova, 3–6, 6–3, [10–8]

## Világranglistapontok
| Eredmény           | Férfi egyes | Férfi páros | Női egyes | Női páros |
| ------------------ | ----------- | ----------- | --------- | --------- |
| Győzelem           | 2000        | 2000        | 2000      | 2000      |
| Döntő              | 1200        | 1200        | 1300      | 1300      |
| Elődöntő           | 720         | 720         | 780       | 780       |
| Negyeddöntő        | 360         | 360         | 430       | 430       |
| 16 között          | 180         | 180         | 240       | 240       |
| 32 között          | 90          | 90          | 130       | 130       |
| 64 között          | 45          | 0           | 70        | 10        |
| 128 között         | 10          | –           | 10        | –         |
| Főtáblára jutás    | 25          | 25          | 40        | –         |
| Selejtező (3. kör) | 16          | –           | 30        | –         |
| Selejtező (2. kör) | 8           | –           | 20        | –         |
| Selejtező (1. kör) | 0           | –           | 2         | –         |

## Pénzdíjazás
A torna összdíjazása 32 017 500 euró, amely 14%-kal  haladja meg a 2015. évi verseny díjalapját. A férfi és a női egyéni győztesnek fejenként 2 000 000 euró jár.
| Eredmény           | Egyes*      | Egyes*      | Páros**                                                                     | Vegyes páros**                                                              |
| Eredmény           | Férfiak***  | Nők****     | Páros**                                                                     | Vegyes páros**                                                              |
| Győzelem           | 2 000 000 € | 2 000 000 € | 500 000 €                                                                   | 116 000 €                                                                   |
| Döntő              | 1 000 000 € | 1 000 000 € | 250 000 €                                                                   | 58 000 €                                                                    |
| Elődöntő           | 500 000 €   | 500 000 €   | 125 000 €                                                                   | 28 500 €                                                                    |
| Negyeddöntő        | 294 000 €   | 294 000 €   | 68 000 €                                                                    | 16 000 €                                                                    |
| 16 között          | 173 000 €   | 173 000 €   | 37 000 €                                                                    | 8500 €                                                                      |
| 32 között          | 102 000 €   | 102 000 €   | 19 000 €                                                                    | 4250 €                                                                      |
| 64 között          | 60 000 €    | 60 000 €    | 9500 €                                                                      | –                                                                           |
| 128 között         | 30 000 €    | 30 000 €    | –                                                                           | –                                                                           |
| Selejtező (döntő)  | 14 000 €    | 14 000 €    | *Nemenként **Csapatonként ***128-as selejtezőtábla ****96-os selejtezőtábla | *Nemenként **Csapatonként ***128-as selejtezőtábla ****96-os selejtezőtábla |
| Selejtező (2. kör) | 5500 €      | 7000 €      | *Nemenként **Csapatonként ***128-as selejtezőtábla ****96-os selejtezőtábla | *Nemenként **Csapatonként ***128-as selejtezőtábla ****96-os selejtezőtábla |
| Selejtező (1. kör) | 2750 €      | 3500 €      | *Nemenként **Csapatonként ***128-as selejtezőtábla ****96-os selejtezőtábla | *Nemenként **Csapatonként ***128-as selejtezőtábla ****96-os selejtezőtábla |